# Iasenivka, Cervonoarmiisk
Iasenivka (în ucraineană Ясенівка) este un sat în comuna Pulîno-Huta din raionul Cervonoarmiisk, regiunea Jîtomîr, Ucraina.

## Demografie
Componența lingvistică a localității Iasenivka
     Ucraineană (100%)
Conform recensământului din 2001, toată populația localității Iasenivka era vorbitoare de ucraineană (100%).